# Зграда Гимназије у Смедереву
44° 39′ 52″ N 20° 55′ 42″ E / 44.66444° С; 20.92833° И
Зграда Гимназије у Смедереву је подигнута по пројекту архитекте Милорада Рувидића из 1904. године, представља непокретно културно добро као споменик културе.
Зграда смедеревске гимназије је подигнута на делу имања Димитрија Дине Манчића (1827-1882), великог смедеревског добротвора, који га је тестаментом завештао, као и кафану која се налазила на имању, на чијем месту је и подигнута зграда. Тестаментални услов изградње, био је да се на зграду стави натпис „да је исту гимназију подигао он Дина за спомен његов и његове жене Љубице“. Овај натпис постављен је тек приликом последњег реновирања- 2019. године.

## Архитектура
Првобитно изграђена спратна грађевина по изворном пројекту имала је карактеристике ренесансе, складних и елегантних пропорција са наглашеним угаоним ризалитима. Изворна функционална концепција објекта са рустично обрађеним приземљем, пуне симетрије изнад кога је спрат богато декорисан вученом и ливеном пластиком изведеном у духу класицизма са примесама утицаја сецесије, током доградње 1934-1935. године суштински је промењена и до данас је остало сачувано само крило у Улици Саве Немањића. 
Доградњом је изграђено још једно крило, масивни централни ризалит са главним улазом и свечаном салом на спрату. Неокласицистички изведени ризалит са наглашеним стубовима и псеудобарокном атиком украшеном мушком и женском фигуром у полулежећем положају постаје главна архитектонска доминанта зграде. 
Примена начела академизма, огледа се у доследној примени строгог ритма и правилној смени пуног и празног, на објекту у целости.